# André Dupont (archevêque)
André Joseph Prosper Dupont, né le 17 janvier 1902 à Saint-André-lez-Lille, mort le 21 février 1999 à Bry-sur-Marne, est archevêque de Bobo-Dioulasso.

## Biographie
Il entre chez les Pères blancs et devient missionnaire en 1927. Il est ordonné prêtre en 1928 en Haute-Volta, puis nommé supérieur du Grand séminaire de Koumi. Il devient vicaire apostolique de Bobo-Dioulasso (1941-1955), et évêque titulaire de Dystis (de).
Il crée en 1946 le Petit séminaire de Nasso, puis, en 1948, l'Institut des Sœurs de l’Annonciation de Bobo-Dioulasso.
Il est nommé évêque de Bobo-Dioulasso en 1955.
En 1974, il devient archevêque émérite de Bobo-Dioulasso, laissant sa place à son successeur.
Doyen des évêques français, il meurt à Bry-sur-Marne en 1999. Il est enterré dans la cathédrale Notre-Dame-de-Lourdes de Bobo-Dioulasso, à la demande des fidèles burkinabè.

## Hommages
- Une rue de Bobo-Dioulasso a été nommée en son hommage[7].
- La Maison de l’Enfance André Dupont de Orodara porte son nom[8].